# Aloe menyharthii
Aloe menyharthii ist eine Pflanzenart der Gattung der Aloen in der Unterfamilie der Affodillgewächse (Asphodeloideae). Das Artepitheton menyharthii ehrt den österreich-ungarischen Missionar und Botaniker Lászlò Menyárth (1849–1897).

## Beschreibung

### Vegetative Merkmale
Aloe menyharthii wächst stammlos oder sehr kurz stammbildend, ist einzeln oder bildet kleine Gruppen aus drei bis vier Rosetten. Die lanzettlich verschmälerten Laubblätter bilden eine dichte Blattrosette. Die Blattspreite ist 25 bis 40 Zentimeter lang und 6 bis 9 Zentimeter breit. Ihre obersten 5 bis 10 Zentimeter vertrocknen bald. Auf der dunkelgrünen Blattoberseite befinden sich längliche bis zusammenfließende H-förmige Flecken, die unregelmäßige Querbänder bilden. Die Unterseite ist heller grün, undeutlich liniert und in der Regel nicht gefleckt. Die stechenden, rötlich braunen Zähne am Blattrand sind 4 Millimeter lang und stehen weniger als 1 Millimeter voneinander entfernt.

### Blütenstände und Blüten
Der Blütenstand weist acht bis zwölf Zweige auf und erreicht eine Länge von 150 bis 175 Zentimeter. Die unteren Zweige sind gelegentlich nochmals verzweigt. Die dichten, kopfig-ebensträußigen Trauben sind 6 bis 8 Zentimeter lang und 7 bis 8 Zentimeter breit. Die lanzettlichen Brakteen weisen eine Länge von etwa 10 bis 12 Millimeter auf. Die korallenroten bis rosa-scharlachroten Blüten stehen an 20 bis 25 Millimeter langen Blütenstielen. Die Blüten sind 25 bis 30 Millimeter lang. Auf Höhe des Fruchtknotens weisen sie einen Durchmesser von etwa 9 Millimetern auf. Darüber sind sie abrupt verengt und allmählich zur Mündung erweitert. Ihre Perigonblätter sind auf einer Länge von etwa 8 Millimetern nicht miteinander verwachsen. Die Staubblätter und der Griffel ragen kaum aus der Blüte heraus.

## Systematik und Verbreitung
Aloe menyharthii ist in Malawi und Mosambik verbreitet. Aloe menyharthii subsp. menyhartii wächst im Süden von Malawi und im angrenzenden Mosambik auf Grasland in offenem Busch und Brachystegia-Wäldern in Höhen von 300 bis 1500 Metern. Aloe menyharthii subsp. ensifolia ist in Mosambik im Grasland auf sandigen Böden in offenem Brachystegia-Waldland in Höhen von 130 bis 700 Metern verbreitet.
Die Erstbeschreibung durch John Gilbert Baker wurde 1898 veröffentlicht. Es werden folgende Unterarten unterschieden:
- Aloe menyharthii subsp. menyhartii
- Aloe menyharthii subsp. ensifolia S.Carter

Aloe menyharthii subsp. ensifolia

Aloe menyharthii subsp. ensifolia unterscheidet sich von Aloe menyharthii subsp. menyhartii durch die lanzettlich verschmälerten, 40 bis 70 Zentimeter langen und 3 bis 5,5 Zentimeter breiten Blätter. Ihre Spitze vertrocknet nicht frühzeitig. Die Randzähne sind 2 bis 4 Millimeter lang und die Blütentrauben weisen eine Länge von 4 bis 12 Zentimeter auf. Die Erstbeschreibung dieser Unterart durch Susan Carter wurde 1996 veröffentlicht.

## Nachweise